# Cherie Currie
Pour les articles homonymes, voir Currie.
Vous pouvez aider à l'améliorer ou bien discuter des problèmes sur sa page de discussion.
- Il ne cite pas suffisamment ses sources. Vous pouvez indiquer les passages à sourcer avec {{référence nécessaire}} ou {{Référence souhaitée}}, et inclure les références utiles en les liant aux notes de bas de page. (Marqué depuis avril 2024)
- Certaines informations devraient être mieux reliées aux sources mentionnées dans la bibliographie ou les liens externes. Améliorez sa vérifiabilité en les associant par des références. (Marqué depuis avril 2024)

- Archive Wikiwix
- Bing
- Cairn
- DuckDuckGo
- E. Universalis
- Gallica
- Google
- G. Books
- G. News
- G. Scholar
- Persée
- Qwant
- (zh) Baidu
- (ru) Yandex
- (wd) trouver des œuvres sur Wikidata

Cherie Currie est une chanteuse et actrice américaine née le 30 novembre 1959 à Los Angeles. Elle est notamment connue comme la chanteuse du groupe américain The Runaways de 1976 à 1978. Elle n’a que seize ans en 1976.

## Biographie

### 1976-1978: The Runaways
Cherie Currie grandit dans la ville de San Fernando Valley. Enfant, elle pratique fréquemment le skateboard et le surf. Elle a moins de 16 ans quand elle entre dans le groupe The Runaways aux côtés de Joan Jett, Lita Ford, Sandy West et Jackie Fox. C'est lors de son audition, pour tester ses qualités de chanteuse, que le groupe en cours de formation compose Cherry Bomb. La chanson restera comme un grand succès populaire et critique. Currie restera 2 ans dans le groupe, et aura pendant cette durée une liaison avec Joan Jett. Elle dira également l'avoir « déjà fait » avec Sandy West. Pendant le Live in Japan du groupe au sommet de sa célébrité, elle interprète "Cherry Bomb" habillée d'un bustier, l'évènement restant une de ses prestations les plus notables. Elle quittera le groupe à 18 ans à peine. Cette courte période de sa vie aura également été marquée par l'alcool et la drogue, dont elle s'est maintenant libérée[réf. nécessaire].

### AprèsThe Runaways
Après la période The Runaways, Currie entame une carrière d'actrice. Elle apparaît dans des films avec Jodie Foster et Scott Baio (Foxes) ou encore Demi Moore.
En 1978, elle sort un album solo intitulé Beauty's Only Skin Deep. En 1980, elle sort un deuxième album, en duo avec sa sœur Marie, Messin 'With The Boys.
Currie écrit un livre relatant sa période du groupe The Runaways : Neon Angel A memoir of a Runaway. L'ouvrage inspire un film sorti en 2010, qui explore notamment la relation entre Jett et Currie. Les deux personnalités sont interprétées respectivement par Kristen Stewart et Dakota Fanning.
Cherie s'est mariée avec l'acteur Robert Hays et a eu un enfant. Depuis, ils ont divorcé. Elle sculpte maintenant à la tronçonneuse.